# Trnjane (Negotin)
Trnjane (kyrillisch Трњане) ist ein Dorf in der Opština Negotin, im Bezirk Bor im Osten Serbiens. Es liegt an dem Fluss Jasenička Reka. Das Dorf wurde, wie auch andere Dörfer in der Region, mehrmals umgesiedelt.

## Geschichte
Das erste Mal wird das Dorf im 16. Jahrhundert erwähnt. Auf österreich-ungarischen Karten der Region wird das Dorf 1736 unter dem Namen Trnava erwähnt. Erst 1811 wird das Dorf unter dem Namen Trnjane erwähnt.

## Einwohner
Die Volkszählung 2002 (Eigennennung) ergab, dass 479 Menschen im Dorf leben. Davon waren:
|            | Anzahl | Prozent |
| Gesamt     | 479    | 100     |
| Serben     | 473    | 96,36   |
| Kroaten    | 2      | 0,6     |
| Jugoslawen | 2      | 0,6     |
| Ukrainer   | 1      | 0,38    |
| Unbekannt  | 1      | 0,38    |

Weitere Volkszählungen:
- 1948: 1.004
- 1953: 1.008
- 1961: 969
- 1971: 940
- 1981: 813
- 1991: 667